# Propoziție circumstanțială cumulativă
În sintaxa frazei din gramaticile tradiționale ale limbii române, propoziția circumstanțială cumulativă este o subordonată cu frecvență redusă, care îndeplinește funcția de complement circumstanțial cumulativ al propoziției regente. Indică fie ce se adaugă la ceea ce se exprimă în regentă, fie la ce se adaugă conținutul acesteia.
Elemente introductive:
- Locuțiunile conjuncționale după ce (că), pe lângă că se folosesc în registrul de limbă curent, iar (în) afară că, plus că – în registrul familiar. În registrul popular există locuțiunea necum să. Exemple:

Pe lângă că e prost, mai are și noroc;
După ce (că) e prost, mai are și pretenții;
Nici n-a început școala, necum s-o fi terminat.
- Pronumele relative și cele nehotărâte, ori adjectivele pronominale corespunzătoare acestora sunt prevăzute cu prepozițiile sau locuțiunile prepoziționale lângă, peste, (în) afară de, dincolo de, ori cu adverbul decât:

Pe lângă ce avea în casă, a mai cumpărat;
Am constatat și altceva decât ce presupuneam.
De cele mai multe ori, cumulativa are un corelativ adverbial în regentă: și, mai (…) și, încă și, nici.
Predicatul acestei propoziții este de obicei la modul indicativ, dar poate fi și la prezumtiv sau la condițional-optativ, în afară de cazul când se introduce prin numai să, care cere conjunctivul.
Topica frazei cu această propoziție este liberă, doar cele care încep cu plus că și decât stau numai după regentă.
Cumulativele cu element introductiv conjuncțional sunt totdeauna izolate, despărțindu-se de regentă prin pauză, marcată în scris prin virgulă. Cele cu element introductiv pronominal sau adverbial sunt izolate sau nu în funcție de legătura mai slabă, respectiv mai strânsă cu regenta: Am cumpărat multe lucruri, pe lângă ce știi vs. Am cumpărat multe lucruri pe lângă ce știi.